# Evangeline Adams
Evangeline Adams (8 de febrero de 1868-10 de noviembre de 1932) fue una astróloga y presentadora radial estadounidense, que alcanzó una importante notoriedad por sus relaciones con las personalidades de los altos círculos sociales de su país.  Ella ha sido descrita como "la primera superestrella astrológica de Estados Unidos".
Desde sus programas de televisión consiguió difundir la astrología en los Estados Unidos. 

## Biografía
Adams nació el 8 de febrero de 1868 en Jersey City, Nueva Jersey, en el seno de una familia conservadora. Su padre murió cuando ella tenía 15 meses. Antes de que Adams empezara a trabajar como astróloga a tiempo completo, se comprometió con un tal Sr. Lord, que se creía que era su empleador. Aunque dice que al principio estaba enamorada de él, perdió todo lo que sentía por él y rompió el compromiso.
Miles de suscriptores de su boletín astrológico siguieron su consejo de invertir en bolsa durante el período previo al crack bursátil de 1929. Evangeline Adams murió en 1932.

## Obras
- Astrología, su lugar entre las estrellas.
- Astrología para todos